# Terry Driscoll
Edward Cuthbert "Terry" Driscoll Jr. (Winthrop, Massachusetts, 28 de agosto de 1947) es un exjugador y exentrenador de baloncesto estadounidense que jugó 4 temporadas en la NBA, una más en la ABA y finalizó su carrera en la liga italiana. Con 2,00 metros de altura, lo hacía en la posición de alero.

## Trayectoria deportiva

### Universidad
Jugó durante tres temporadas con los Eagles del Boston College, en las que promedió 18,5 puntos y 13,9 rebotes por partido. Es el líder histórico de rebotes de la universidad, con 1.071 capturas, y en 1969 llevó a su equipo a disputar la final del NIT, en la que cayeron ante Temple, pero en la cual Driscoll fue nombrado mejor jugador del torneo.

### Profesional
Fue elegido en la cuarta posición del Draft de la NBA de 1969 por Detroit Pistons, pero optó por jugar primero un año en Italia. Se incorporó al equipo en la temporada 1970-71, en la que promedió 5,4 puntos y 5,8 rebotes por partido. Fue despedido al término de la campaña, firmando como agente libre por Baltimore Bullets.
En los Bullets jugó una temporada en la que no tuvo apenas oportunidades, fichando al año siguiente por Milwaukee Bucks, donde contó con más minutos de juego pero conrtinuó siendo uno de los últimos hombres del banquillo. En 1975 prueba fortuna en la liga rival, la ABA, fichando por los Spirits of St. Louis, pero las condiciones no variaron. Así que decidió aceptar la oferta de la Sinudyne Bologna de la liga italiana, donde jugó sus últimas tres temporadas.

### Vida posterior
Tras retirarse como jugador, siguió vinculado al Sinudyne Bologna como entrenador, ganando sendos títulos de liga en los dos años que permaneció en el puesto. En la actualidad es el director Atlético del College of William and Mary.

## Estadísticas de su carrera en la NBA y la ABA

### Temporada regular
| Temporada | Edad | Equipo               | Liga  | P   | TIT | MIN  | TC  | TCA | %TC  | 3P  | 3PA | %3P | TL  | TLA | %TL  | R.OF. | R.DEF. | REB | ASIS | ROB | TAP | PER | FP  | PTS |
| 1970-71   | 23   | Detroit Pistons      | NBA   | 69  |     | 18.2 | 1.9 | 4.6 | .415 |     |     |     | 1.6 | 2.2 | .701 |       |        | 5.8 | 0.8  |     |     |     | 3.1 | 5.4 |
| 1971-72   | 24   | Baltimore Bullets    | NBA   | 40  |     | 7.8  | 1.0 | 2.6 | .385 |     |     |     | 0.7 | 1.0 | .692 |       |        | 2.7 | 0.6  |     |     |     | 1.3 | 2.7 |
| 1972-73   | 25   | TOTAL                | NBA   | 60  |     | 16.1 | 2.3 | 5.5 | .428 |     |     |     | 0.7 | 1.0 | .694 |       |        | 5.0 | 0.9  |     |     |     | 2.4 | 5.4 |
| 1972-73   | 25   | Baltimore Bullets    | NBA   | 1   |     | 5.0  | 0.0 | 1.0 | .000 |     |     |     | 0.0 | 0.0 |      |       |        | 3.0 | 0.0  |     |     |     | 1.0 | 0.0 |
| 1972-73   | 25   | Milwaukee Bucks      | NBA   | 59  |     | 16.3 | 2.4 | 5.5 | .429 |     |     |     | 0.7 | 1.1 | .694 |       |        | 5.0 | 0.9  |     |     |     | 2.4 | 5.5 |
| 1973-74   | 26   | Milwaukee Bucks      | NBA   | 64  |     | 10.9 | 1.4 | 2.9 | .471 |     |     |     | 0.5 | 0.7 | .652 | 1.1   | 2.0    | 3.1 | 0.8  | 0.3 | 0.3 |     | 1.9 | 3.2 |
| 1974-75   | 27   | TOTAL                | TOTAL | 41  |     | 9.8  | 1.2 | 3.3 | .363 | 0.0 | 0.0 |     | 0.5 | 0.7 | .724 | 1.1   | 1.5    | 2.5 | 0.9  | 0.2 | 0.1 | 0.7 | 1.4 | 2.9 |
| 1974-75   | 27   | Milwaukee Bucks      | NBA   | 11  |     | 4.7  | 0.3 | 1.2 | .231 |     |     |     | 0.1 | 0.2 | .500 | 0.6   | 0.8    | 1.5 | 0.3  | 0.1 | 0.0 |     | 0.6 | 0.6 |
| 1974-75   | 27   | Spirits of St. Louis | ABA   | 30  |     | 11.7 | 1.5 | 4.1 | .377 | 0.0 | 0.0 |     | 0.7 | 0.9 | .741 | 1.2   | 1.7    | 2.9 | 1.1  | 0.3 | 0.2 | 0.9 | 1.7 | 3.7 |
| Total     |      |                      | TOTAL | 274 |     | 13.3 | 1.6 | 3.9 | .419 | 0.0 | 0.0 |     | 0.8 | 1.2 | .694 | 1.1   | 1.8    | 4.1 | 0.8  | 0.3 | 0.2 | 0.9 | 2.1 | 4.1 |
|           |      |                      | NBA   | 244 |     | 13.4 | 1.7 | 3.9 | .425 |     |     |     | 0.9 | 1.2 | .690 | 1.1   | 1.8    | 4.2 | 0.8  | 0.3 | 0.2 |     | 2.2 | 4.2 |
|           |      |                      | ABA   | 30  |     | 11.7 | 1.5 | 4.1 | .377 | 0.0 | 0.0 |     | 0.7 | 0.9 | .741 | 1.2   | 1.7    | 2.9 | 1.1  | 0.3 | 0.2 | 0.9 | 1.7 | 3.7 |

### Playoffs
| Temporada | Edad | Equipo            | Liga | P  | MIN | TCA | TC | 3PA | 3P | TLA | TL | R.OF. | REB | ASIS | ROB | TAP | PER | FP | PTS | %TC   | %3P | %FT   | MIN | PTS | REB | AST |
| 1971-72   | 24   | Baltimore Bullets | NBA  | 1  | 2   | 1   | 1  |     |    | 1   | 1  |       | 1   | 0    |     |     |     | 0  | 3   | 1.000 |     | 1.000 | 2.0 | 3.0 | 1.0 | 0.0 |
| 1972-73   | 25   | Milwaukee Bucks   | NBA  | 6  | 16  | 0   | 4  |     |    | 0   | 0  |       | 0   | 1    |     |     |     | 2  | 0   | .000  |     |       | 2.7 | 0.0 | 0.0 | 0.2 |
| 1973-74   | 26   | Milwaukee Bucks   | NBA  | 9  | 29  | 5   | 10 |     |    | 2   | 2  | 9     | 14  | 3    | 2   | 1   |     | 12 | 12  | .500  |     | 1.000 | 3.2 | 1.3 | 1.6 | 0.3 |
| Total     |      |                   | NBA  | 16 | 47  | 6   | 15 |     |    | 3   | 3  | 9     | 15  | 4    | 2   | 1   |     | 14 | 15  | .400  |     | 1.000 | 2.9 | 0.9 | 0.9 | 0.3 |